# The Iconoclast (film 1913)
The Iconoclast è un cortometraggio muto del 1913 diretto da Raymond B. West qui al suo secondo film. È il primo ruolo da protagonista per William Desmond Taylor che recita affiancato da Ann Little, Francis Ford e William Weston.

## Trama
Trama di Moving Picture World synopsis in (EN)  su IMDb

## Produzione
Il film fu prodotto da Thomas H. Ince per la Broncho Film Company.

## Distribuzione
Distribuito dalla Mutual Film, il film - un cortometraggio in tre bobine - uscì nelle sale cinematografiche statunitensi il 26 marzo 1913. Non si conoscono copie ancora esistenti della pellicola che viene considerata presumibilmente perduta.